# Колесо в заброшенном парке
Колесо в заброшенном парке — фантастический роман Бориса Тараканова и Антона Фёдорова (М.: Пашков дом (Издательство Российской государственной библиотеки), 2004, переиздание в виде киноповести Издательским домом Мещерякова в 2017).
Герой романа — Антонио Доменико Виральдини (итал. Antonio Domenico Viraldini; 4 ноября 1705, Венеция — 28 ноября 1741, Вена), вымышленный итальянский композитор, музыкант и музыкальный педагог, руководитель хора мальчиков в Венеции (как указано в романе, этот хор, созданный в музыкальном приюте для мальчиков «Il Conservatorio Ospedale della Pace», — аналог венецианского приюта для девочек «Il Conservatorio Ospedale della Pieta», которым руководил Антонио Вивальди, а отчасти использует в качестве прототипа Детскую хоровую студию «Пионерия», созданную в 1950-х годах в СССР Георгием Александровичем Струве). В книге подробно описано музыкальное наследие Виральдини, к ней прилагаются ноты и компакт-диск с записью музыки.
Ещё до выхода в свет романа в интернете развернулась масштабная мистификация: был создан сайт, посвящённый судьбе и творчеству «забытого» композитора, о нём была написана статья в Википедии. Упоминания о Виральдини были рассыпаны по самым разным интернет-ресурсам, включая такие сайты, как peoples.ru. В сети (в том числе на статусных зарубежных сайтах, таких как www.classicalarchives.com) широко представлены ноты «сочинений» композитора — в частности ария Руфи с хором из оперы-оратории «Ликующая Руфь» и хор монахов из оперы «Карл Великий», которые, при полном своём несоответствии стилям первой четверти XVIII века, пользуются популярностью у музыкантов и успешно исполняются не только в различных концертах, но даже на дипломных концертах-экзаменах в музыкальных учебных заведениях. Презентация книги прошла в магазине «Симфония» в здании Московской консерватории, в присутствии одного из прототипов главного героя Г. А. Струве.
Сами авторы не подтверждают информацию о причастности к данной мистификации, ссылаясь на то, что роман сугубо фантастический и не претендует на музыкально-историческую достоверность, а данные о своем герое они сами почерпнули из многочисленных интернет-ресурсов.
Роман был удостоен в 2007 году Международной детской литературной премии имени В. П. Крапивина, в связи с чем авторы романа подчеркнули влияние Владислава Крапивина на своё творчество. Критик М. Визель, в свою очередь, также отметил в книге явную зависимость от Крапивина, указав в то же время, что

помимо благородных идей, фантастических обстоятельств, старинной музыки и Венеции, книга густо населена реальными людьми и местами (явно друзьями и знакомыми авторов и излюбленными местами их прогулок и посиделок). Это, очевидно, идет ей на пользу, так как наполняет реальной жизнью несколько надуманные приключения героев в настоящем и прошлом.

Другой критик, Д. Володихин, полагает, что «Колесу в заброшенном парке» не хватает динамичности и сюжетных перипетий, однако читателя привлечёт в ней «романтическое погружение в атмосферу классической музыки, а также обстоятельств, связанных с её созданием».